# Gut Böhme
Das Gut Böhme ist ein Rittergut und ehemalige Burganlage in der Gemeinde Böhme im Landkreis Heidekreis in Niedersachsen.

## Geschichte
Die ursprüngliche Burg lag im Gegensatz zum heutigen Rittergut auf der östlichen Seite der Böhme. Von ihr sind heute keine Reste mehr vorhanden, sie ist nur aus alten Karten bekannt. Als erste Besitzer der von den Grafen von Schaumburg zu Lehen gehenden Anlage sind zu Beginn des 15. Jahrhunderts die Herren von Ahlden nachgewiesen. Deren zahlreiche Auseinandersetzungen mit dem Bistum Verden und dem Herzogtum Braunschweig-Lüneburg machen die Existenz eines befestigten Vorläufers des heutigen Gutshofes wahrscheinlich. Nach ihrer Niederlage gegen die Welfen verloren die Herren von Ahlden 1431 den größten Teil ihres Besitzes, durften Böhme aber behalten. Nach dem Aussterben des auf Böhme ansässigen Familienzweiges ging das Gut 1616 an die Familie von Weyhe. 1685 wurde es an den Kanzler von Schütz veräußert. Dessen Sohn verkaufte es 1709 an die Familie von Hattorf. Darauf erfolgte ein Neubau des Adelssitzes vermutlich nach Plänen von Johann Caspar Borchmann. 1747 kam das Gut im Erbgang an die Herren von Knesebeck, die es 1816 in bürgerliche Hände gaben. Seit 1963 ist das Gut im Besitz der Freiherren von Hodenberg.

## Beschreibung
Die Burg ist nur durch ihre Einzeichnung auf der Verkoppelungskarte aus der Mitte des 19. Jahrhunderts bekannt. Zu ihrer Gestalt können beim gegenwärtigen Forschungsstand keine Aussagen getroffen werden. Das heutige Herrenhaus am anderen Böhmeufer und die dazugehörige Kapelle stammen aus dem Anfang des 18. Jahrhunderts. Das zweistöckige Gebäude besitzt ein Mansarddach und einen Mittelrisalit. Der Wirtschaftshof enthält neben Bauten des 20. Jahrhunderts auch einige wenige ältere Gebäude.